# Instituto de Ferrovias do Estado

Ferrovias da Venezuela: seções planejadas principalmente não construídas da rede ferroviária antes de 1999

O Instituto de Ferrovias do Estado (IFE, em castelhano: Instituto de Ferrocarriles del Estado, IFE; anteriormente designado Instituto Autônomo de Ferrovias do Estado, IAFE, e Instituto Ferroviário do Estado) é uma organização estatal da Venezuela que administra os sistemas ferroviários do país. Sua sede está localizada em Caracas, Venezuela.
De acordo com a Constituição de 1999, sua reforma é prioridade nacional. A nova infraestrutura que foi adicionada inclui a primeira nova linha de trem acima do solo construída na Venezuela em mais de 70 anos, o Sistema de Transporte de Massa Ezequiel Zamora. Batizada com o nome do soldado Ezequiel Zamora, foi inaugurada em 15 de outubro de 2006, pelo presidente Hugo Chávez.

## História
O transporte ferroviário na Venezuela foi negligenciado e entrou em grande declínio a partir da década de 1950, com ônibus e transporte rodoviário tomando seu lugar, apenas Caracas mantendo sua 51 km do sistema de metrô e ferrovia local.
Em 1975 foi elaborado pelo "Instituto Ferrocarriles del Estado" (IFE) um Plano Nacional Ferrocarrilero que começava em Maracaibo e chegava a Barquisimeto-Puerto Cabello-Valencia-Caracas-Cua, seguindo de Cua a Barcelona e Ciudad Bolívar-Ciudad Guayana. A empresa "Saprolate-Tranarg" fez todos os levantamentos fotográficos aéreos e o Plano foi aprovado pelo então presidente Luis Herrera Campins, mas na década de 1980 o Plano IFE foi bloqueado por razões econômicas após a desvalorização do Bolívar em 1983 e finalmente cancelado com o Caracazo de 1989. Apenas o trecho Caracas-Cua foi mantido como projeto orçado (e foi feito, sendo inaugurado em 2006 pelo presidente Hugo Chávez).

## Rede ferroviária

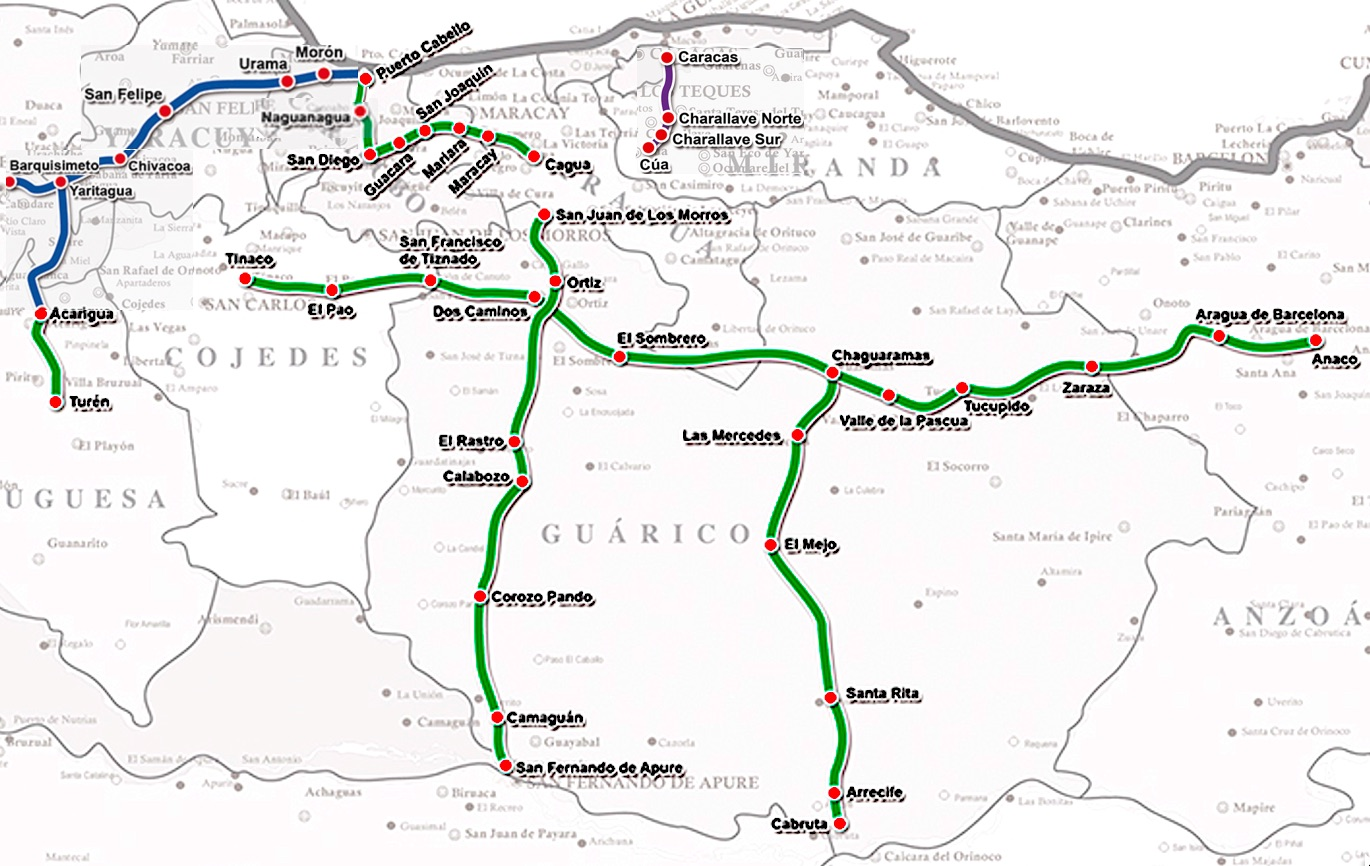
Mapa baseado nos mapas IFE das linhas em operação (roxo), linhas em restauração (azul) e linhas em construção (verde) em 2017

A rede venezuelana inclui 682 km de trilho em bitola padrão. A rede abrange as zonas povoadas e produtivas do país, sendo gerida pelo IFE no âmbito de vários Planos de Desenvolvimento Regional. Também existem conexões entre a Colômbia e o Brasil que ligam aos demais países da América do Sul, embora o tráfego nas áreas fronteiriças seja afetado pela política externa e pela estratégia de defesa.